# WIEM Encyklopedia
WIEM Encyklopedia (ausgeschriebener Name Wielka Interaktywna Encyklopedia Multimedialna – Große Interaktive Multimedia-Enzyklopädie) ist ein polnisches Online-Lexikon. Das Wort 'wiem' bedeutet auf Deutsch auch ich weiß.
Die erste gedruckte Ausgabe erschien Mitte der 1990er, die zweite 1998 und enthielt über 66.000 Einträge und diverse Multimedia Add-ons. Im Jahr 2000 wurde dieses Lexikon vom polnischen Webportal Onet.pl im Internet veröffentlicht auf der Basis der Popularna Encyklopedia Powszechna und der Encyklopedia Multimedialna Powszechna (etwa: Allgemeine Volksausgabe und Allgemeine Multimediale Enzyklopädie). Von 2004 bis zum 2. März 2006 war dieses Online-Lexikon kostenpflichtig, seither ist es jedoch wieder gratis. Die neunte Online-Ausgabe erschien im Jahr 2006 und enthielt 125.000 Einträge.